# Jean Robin

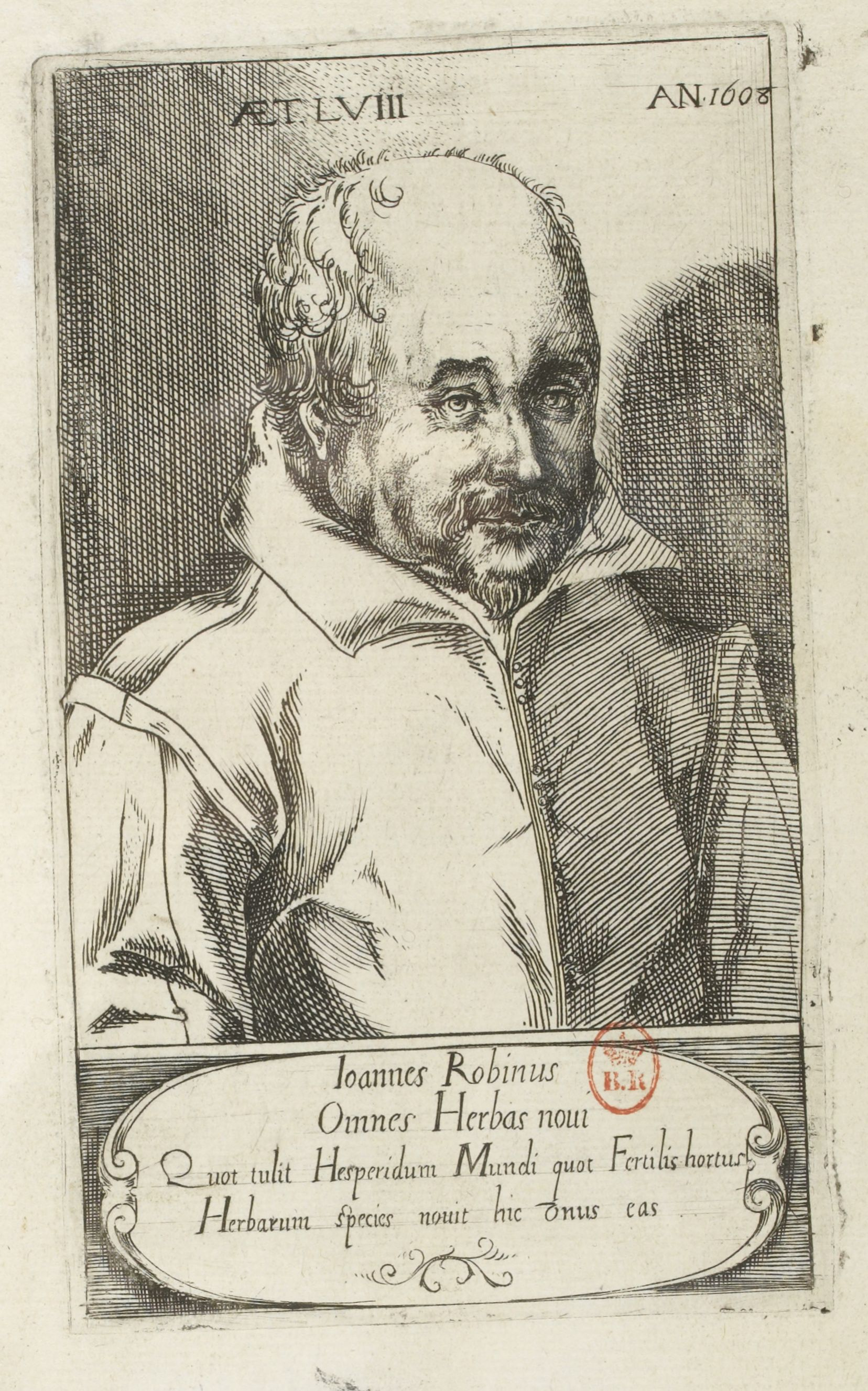
Jean Robin

Jean Robin (* 1550 in Paris; † 25. April 1629 ebenda) war ein französischer Apotheker. Er diente als Hofgärtner unter Heinrich III., Heinrich IV. und Ludwig XIII. Sein offizielles botanisches Autorenkürzel lautet „J.Robin“.

## Leben und Wirken

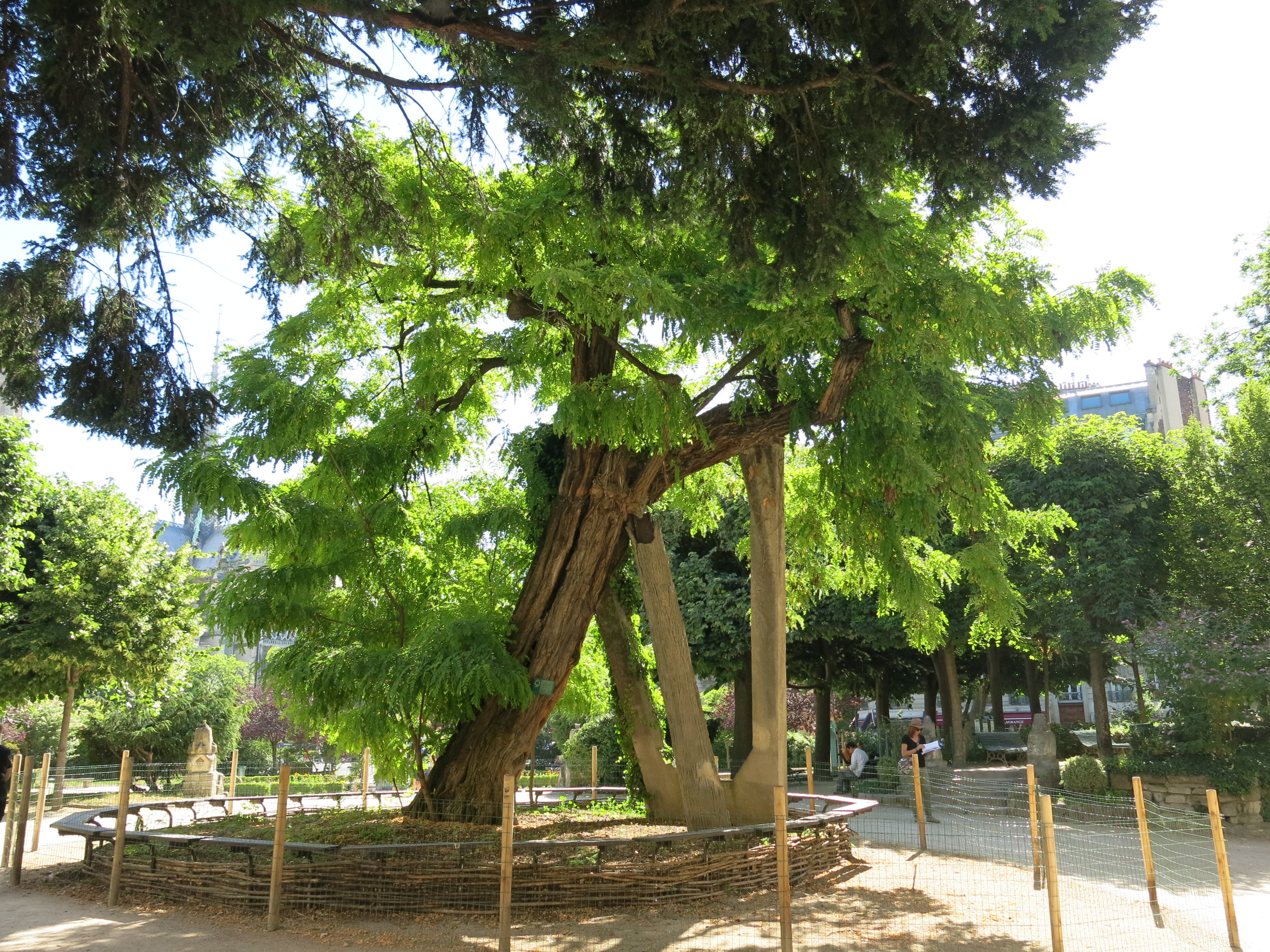
Robinie im Square René-Viviani (1601)

Die Pariser Medizinfakultät beauftragte Jean Robin 1597 mit der Anlage eines botanischen Gartens. Er führte sowohl die Gewöhnliche Robinie (Robinia pseudoacacia) als auch den Straucheibisch (Hibiscus syriacus) in Frankreich ein. Zwei der Anfang des 17. Jahrhunderts von Robin gepflanzten, auch Scheinakazien genannten Gewöhnlichen Robinien sollen die Jahrhunderte überdauert haben und gelten als die ältesten Bäume der Stadt Paris. Eine steht im Jardin des Plantes, dem Botanischen Garten von Paris, die andere vor der Nordfassade der Kirche St-Julien-le-Pauvre unweit der Notre-Dame.
1601 veröffentlichte er eine Liste mit dem Titel Catalogus stirpium tam indigenarum quam exoticarum quae Lutetiae coluntur, die genaue Auskunft über die von ihm kultivierten Pflanzen gibt.
Sein Sohn Vespasien Robin, ebenfalls Botaniker, folgte ihm im Amt des Hofgärtners. Er publizierte wissenschaftliche Schriften über exotische Pflanzen.

## Ehrentaxon
Nach ihm benannte Carl von Linné die Pflanzengattung der Robinien (Robinia) aus der Familie der Hülsenfrüchtler (Fabaceae).

## Schriften (Auswahl)
- Catalogus stirpium tam indigenarum quam exoticarum quae Lutetiae coluntur. Prato, Paris 1601 (online).
- Histoire des plantes, nouvellement trouvées en l’Isle Virgine, & autres lieux, lesquelles ont esté prises & cultiuées au jarden de Monsieur Robin arboriste du Roy. Non encore veuës n’y imprimées par cy deuant. Paris 1620 (online).
- Enchiridion isagogicum ad facilem notitiam stirpium, tarn indigenarum, quam exoticarum. Hae coluntur in horto D.D. Ioannis & Vespasiani Robin, botanicorum regiorum. Bresche, Paris 1623 (online).